# سرکوب ایدئولوژیک
سرکوب ایدئولوژیک (به انگلیسی:Ideological repression) به فعالیت‌های زورمندانه علیه ایدئولوژی‌ها و فلسفه‌های رقیب اشاره دارد.
جامعه‌شناس و دانشمند علوم سیاسی، آلن وولف (Alan Wolfe)، سرکوب ایدئولوژیک را این گونه تعریف می‌کند: «تلاش برای دستکاری آگاهی مردم به گونه ای که ایدئولوژی حاکم را بپذیرند، و نسبت به دیگر ایدئولوژی‌ها بی‌اعتماد شوند و توسط ایدئولوژی‌های رقیب تحریک نشوند.».
در اوایل اتحاد جماهیر شوروی و در سایر کشورها، سرکوب ایدئولوژیک با سرکوب سیاسی حاملان ایدئولوژی‌های رقیب انجام می‌شد.
ابزارهای سرکوب ایدئولوژیک تبلیغات و سانسور هستند. در دوران «مارکسیسم-لنینیسم» در اتحاد جماهیر شوروی - در اوایل دهه ۱۹۳۰ - به دانش‌آموزان این مکتب فکری کتاب‌های درسی داده می‌شد که یک تفکر خاص (روش مارکسیستی) را به عنوان مهم‌ترین و بهترین روش از مکاتب علمی و حقیقی تشویق می‌کرد.
اتحاد جماهیر شوروی در تلاش بود تا از طریق سرکوب ایدئولوژیک و کنترل اطلاعات خروجی، انقلاب‌های اجتماعی را دور نگه دارد.